# Tatoeba
Tatoeba.org е безплатна съвместна онлайн база данни с примерни изречения, насочени към изучаващите чужди езици. Името идва от японския термин tatoeba (例えば tatoeba), което означава „например“. За разлика от други онлайн речници, които се фокусират върху думите, Tatoeba се фокусира върху превода на завършени изречения.